# Parco Indigeno dello Xingu
Il Parque Indígena do Xingu (ex Parque Nacional Indígena do Xingu; in italiano: "Parco Indigeno dello Xingu") è una riserva territoriale creata per alcuni popoli indigeni e situata a nord dello Stato brasiliano del Mato Grosso nella zona del fiume Xingu. Fu creata nel 1961 per volere del presidente Jânio Quadros e risultò la prima riserva indigena omologata dal governo brasiliano e la prima concreta applicazione del principio di riconoscimento delle terre indigene ai loro abitanti originali. I principali realizzatori del progetto furono Orlando (1914-2002), Cláudio (1916-1998) e Leonardo Villas-Bôas (1918-1961).

## Territorio
L'area del parco, che conta più di 27.000 chilometri quadrati (28.000 se si includono le terre indigene di Batovi e Wawi) è situata in una zona amazzonica fluviale.
Nella regione, tutta pianeggiante, predomina la foresta, mentre i campi sono attraversati dai fiumi dello Xingu e dai suoi primi affluenti destri e sinistri. I fiumi principali sono: il Kuluene, il Tanguro, il Kurisevo e il Ronuro; il Kuluene viene denominato anche "Xingu" a partire dallo sbocco del Ronuro, nella zona conosciuta dagli indigeni col nome di Mÿrená. Gli affluenti sono i fiumi Suiá Miçu, Maritsauá Miçu, Auaiá Miçu, Uaiá Miçu e il Jarina, vicino alla cascata di Von Martius.

## Storia
Attualmente, vivono nell'area dello Xingu, circa 5.500 indigeni divisi in quattordici gruppi etnici differenti appartenenti alle quattro grandi famiglie linguistiche indigene del Brasile: lingue caribe, lingue arawak, lingue tupi, lingue jê. Molti centri di studi, come l'UNESCO, considerano questa area come il più ricco mosaico linguistico puro del paese. Dopo la creazione del Parque Nacional do Xingu, in seguito chiamato Parque Indígena do Xingu, nel 1961 Orlando Villas-Bôas fu designato come l'amministratore generale del parco. Nell'esercizio di questa funzione, poté migliorare la condizione degli indios, nonché garantire la preservazione della fauna e della flora della regione e modernizzare i posti di assistenza. Ancora come amministratore del parco, Orlando Villas-Bôas, favorì la realizzazione di studi di etnologia, etnografia e linguistica eseguiti da ricercatori non solo brasiliani ma anche di università estere. Autorizzando la realizzazione di un documentario sulla vita degli indigeni, diede un contributo prezioso per la conoscenza della vita e l'organizzazione sociale e cerimoniale delle comunità indigene. Un altro contributo importante di Orlando all'etnologia fu il lavoro comune con il professor Roberto Baruzzi, della Escola Paulista de Medicina, con il quale collaborò ad un progetto universitario, caratterizzato da aiuti e facilitazioni al popolo indigeno, come la vaccinazione in massa della popolazione xinguana.

## I maggiori ricercatori

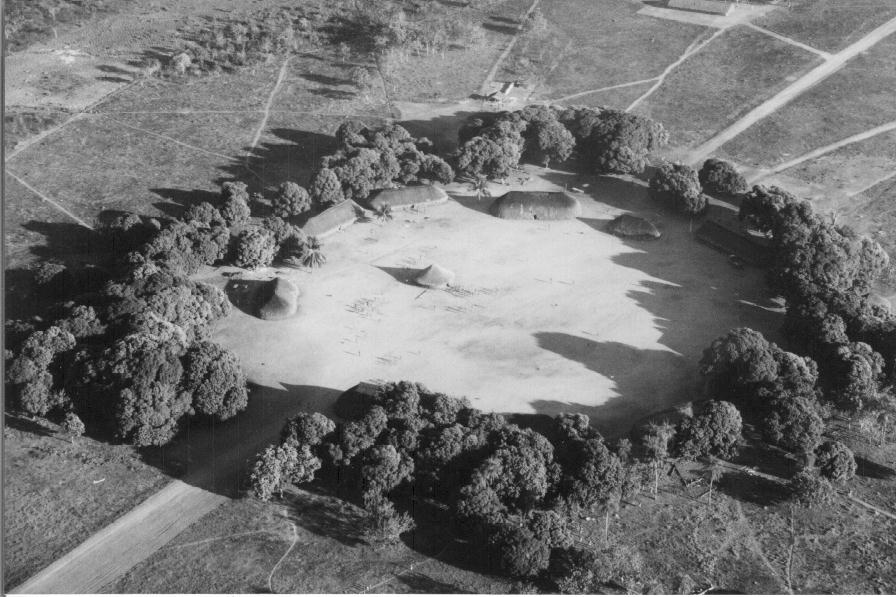
Aldeia Kamaiurá, Alto-Xingu

Fra i ricercatori che realizzarono studi nell'area del Parque Indígena do Xingu, tramite l'incentivo e l'appoggio dei fratelli Villas Bôas, ci sono: 
- John Hemming (Royal Geographical Society)
- Thomas Gregor (Columbia University)
- Patrick Menget (École Pratique des Hautes Études – Université de Paris X)
- Adrian Cowell (Cambridge University e BBC)
- Shelton Davis (Cambridge University – Massachusetts)
- Anthony Smith (Royal Geographical Society)
- Edwin Brooks, René Fuerst, John Hemming e Francis Huxley (Anti-Slavery Society For The Protection of Human Rights)
- Rè Leopoldo III del Belgio
- Pedro Agostinho (Universidade Federal da Bahia)
- Anthony Seeger (Smithsonian Institution)
- Carmen Junqueira (Pontifícia Universidade Católica de São Paulo)
- Eduardo Galvão (Museo Nazionale dell'Universidade Federal do Rio de Janeiro)
- George Cerqueira de Leite Zarur (Museo Nazionale dell'Universidade Federal do Rio de Janeiro)
- Rolf Bökemeier e Michael Friedel (GEO Magazine)

## I gruppi etnici della riserva
Nel parco sono presenti 14 gruppi etnici aventi tutti usi e costumi abbastanza simili, sebbene le lingue parlate siano nettamente differenti. I gruppi ospitati sono:
- Kamaiurá e Kaiabi (famiglia linguistica Tupi-Guaraní)
- Juruna (ceppo linguistico Tupi)
- Aweti (ceppo linguistico Tupi)
- Mehinako, Wauja e Yawalapiti (famiglia linguistica Aruak)
- Kalapalo, Ikpeng, Kuikuro, Matipu e Nahukwá (famiglia linguistica Karib)
- Suyá (famiglia linguistica Jê)
- Trumai
- Mandawaka